# Иллеш, Мартон
Ма́ртон И́ллеш (венг. Illés Márton; 12 декабря 1975 года, Будапешт) — венгерский композитор, пианист, дирижёр.

## Биография
С 1981 года учился в музыкальных школах Дьёра (фортепиано, ударные, композиция); с 1993 года — один семестр в Цюрихской консерватории (класс фортепиано нем. Hadassa Schwimmer). В 1998 году окончил Базельскую музыкальную академию у Ласло Дьимеси (фортепиано). С 2000 года совершенствовался в аспирантуре по фортепиано в Ганновере у Карла-Хайнца Кеммерлинга.
Композицию изучал в Базеле у Детлева Мюллер-Сименса (1997—2001), затем в Карлсруэ у Вольфганга Рима (2001—2005); там же, в Карлсруэ, изучал теорию музыки у Михаэля Ройденбаха и композицию в электроакустике у Томаса Троге. Совершенствовался по композиции и фортепиано на мастер-курсах Дьёрдя Шандора, Лазаря Бермана, Дьёрдя Лигети, Дьёрдя Куртага, Хельмута Лахенмана.
В 1990-х годах выступал в сольных и камерных концертах, играл в Базельском симфоническом оркестре. С 2005 года преподавал (доцент) в Высшей школе музыки в Карлсруэ, с 2011 года — в Вюрцбургской высшей школе музыки.
В 2006 году создал камерный ансамбль Scene Polidimensionali, в котором состоит в качестве пианиста и дирижёра.
Сотрудничает с ансамблями Modern, Intercontemporain, Minguet Quartett и Мюнхенским камерным оркестром.

## Творчество
Его сочинения исполняются в Германии, Австрии, Швейцарии, Италии, Англии, Венгрии, Египте, Бразилии и Гренландии на фестивалях (Фестиваль Сполето в Италии, Northern Recorder Course в Честере), а также в концертах многих солистов и камерных ансамблей.
В 2004 во Франкфурте впервые были исполнены Scene polidimensionali IX «Уровни b» (венг. Szintek b) — на 1-м Международном семинаре композиторов современного ансамбля, проводившемся Хельмутом Лахенманом и Франком Оллу. В том же году в Каирской опере и в Лидерхалле (Штутгарт) была поставлена камерная оратория М.Иллеша Li kulli Schäi’n, основанная на андалузской аравийской элегии; Вольфганг Рим представил её на вечере в Свободной академии искусств в Гамбурге.

### Избранные сочинения
пьесы для музыкального театра
- Emily Dickinsons Uhr (для сопрано, 4-х кларнетов и электроники на стихи Эмили Дикинсон, 2007)
- Белая княгиня (нем. Die weiße Fürstin; по драматической поэме Рильке, 2010, премьера на Мюнхенской биеннале[нем.])[2]

для солиста, хора и камерного оркестра
- Scene polidimensionali XVII «Die Fürstin» (2009)

концерты
- для фортепиано с оркестром «Рисунки» (венг. Rajzok[3]
- для фортепиано с оркестром «Рисунки II» (венг. Rajzok II; премьера в 2011 в исполнении автора и Бамбергского симфонического оркестра под управлением Джонатана Нотта в Кёльнской филармонии[нем.])[1]

для оркестра
- Post Torso (2007)

камерная музыка
- Scene polidimensionali IX «Szintek b» (2004)
- Torso III (2007)
- Scene polidimensionali XV (2008)
- Scene polidimensionali XVI «…Körök» (2008)
- фортепианное трио для Гайдновского фестиваля[нем.] (2009)
- струнный квартет для фестиваля Гейдельбергская весна[нем.] (2009)

## Признание
- премия фонда Кристофа и Штефана Каске[нем.] (2005)
- премия Хиндемита (2008)
- композиторская премия Эрнста фон Сименса (2008)
- стипендии для занятий в Немецкой художественной академии на вилле Массимо в Риме (2009), а также на вилле Конкордия в Бамберге (2011) и Civitella Ranieri Centre в Умбрии (2012).

## Отзывы
Мартон Иллеш сочиняет музыку, в которой точно сбалансированы тщательное вычисление и риск. Выражение эмоции в его музыке всегда находится в границах структурного целого; рациональность сталкивается с сильной, острой и взрывной энергией мирового звука. В последние годы это привело Иллеша к авторскому способу выражения, которое обеспечивает его статус без оглядки на композиторские тенденции или моды.
Оригинальный текст (англ.)Márton Illés composes music in which exact calculation and risk are held in a precise balance. The expression of emotion in his music is always contained within the bounds of a structural whole; the rationality is confronted with a powerful and incisive sound-world and explosive energy. This has lead Illés in recent years to an authoritative mode of expression that is able to make its own statement without relying on compositional trends or fashions.
— Вольфганг Рим